# Gatón de Campos
Gatón de Campos è un comune spagnolo di 38 abitanti situato nella comunità autonoma di Castiglia e León.